# 東急ホテルズ
東急ホテルズ（とうきゅうホテルズ）は、東急株式会社（旧・東京急行電鉄）の完全経営子会社である東急ホテルズ&リゾーツ株式会社が運営する日本のホテルチェーンである。東急グループのホテル事業を担う。
本項では経営主体である株式会社東急ホテルズについても扱う。

## 概要
東急グループの国内のホテル事業は、1960年に開店し2001年に閉店した銀座東急ホテルから始まる。当初は東急の直営事業だったが、1968年に子会社「株式会社東急ホテルチェーン」を設立し、シティホテル部門を同社が担うことになる。一方で、東急本体の別の部署が1973年（昭和48年）にビジネスホテルチェーン「東急イン」を手がけ、東急の国内のホテル事業は、この2種類が長く存在することになった。
2001年、東急イン事業を本体から分離し「株式会社東急ホテルマネジメント」を設立。東急ホテルチェーンとの間で予約販売業務など一部業務の統合をすすめ、2002年に「東急ホテルズ」のホテルブランドを掲げて、事実上の事業統合。2005年に、東急ホテルマネジメントが東急ホテルチェーンや東急電鉄からホテル運営事業の譲渡を受けるとともに、現在の商号に変更された。
2023年「TKホテル準備会社」を一旦設立の上、東急ホテルズの運営機能を吸収分割。その上で、東急シェアリングを吸収・合併するとともに、会社再編を行い、4月1日に商号を「東急ホテルズ&リゾーツ株式会社」に変更した。

## 沿革
- 1960年（昭和35年）5月8日 - 後の東急ホテルチェーンの第1号店となる、銀座東急ホテルを開業。
- 1968年（昭和43年）6月1日 - 株式会社東急ホテルチェーン設立。
- 1972年（昭和47年）10月2日 - 東急ホテルチェーンが東京証券取引所市場第二部に上場。
- 1973年（昭和48年）
  - 10月7日 - 上田交通の子会社である上交開発（現：株式会社上田東急REIホテル）が「東急イン」ブランドの第1号店となる上田東急インを開業。
  - 11月1日 - 東急電鉄がイン事業の直営第1号店として京都東急インを開業。
- 1983年（昭和58年）6月1日 - 東急ホテルチェーンが東京証券取引所市場第一部に指定替え。
- 1992年（平成4年）3月15日 - 東急が東急インの上級ブランドホテル第1号店として、富山エクセルホテル東急を開業。
- 1994年（平成6年）4月1日 - 東急インチェーンが会員組織「東急REIクラブ」を創設。
- 1999年（平成11年）10月1日 - 東急インチェーンが「インターネットリアルタイム予約システム」を導入。
- 2000年（平成12年）3月1日 - 東急インチェーン、東急ホテルチェーンの宿泊予約サイト「東急チェックインドットコム」を開設。
- 2001年（平成13年）
  - 1月9日 - 東急電鉄ホテル事業部の一部を分離し、国内ホテル運営会社として株式会社東急ホテルマネジメントを設立。
  - 7月11日 - 東急ホテルチェーンが上場廃止。
  - 7月17日 - 東急電鉄が株式交換により東急ホテルチェーンを完全子会社化。
  - 7月23日 - 東急ホテルチェーン、東急インチェーンの予約・販売業務を一元化し、「東急ホテルズ予約センター」を開設。
- 2002年（平成14年）
  - 4月1日
    - 東急ホテルチェーンと東急インチェーンのマーケティング関連業務の一部を一元化し、「東急ホテルズ」にチェーン名称を統一。
    - 仙台、赤坂、横浜、金沢の「東急ホテル」を「エクセルホテル東急」にブランド変更。博多の「東急ホテル」を「東急イン」にブランド変更。
    - 東急ホテルチェーンの会員組織「ウエルカムメンバーズ」と、東急インチェーンの「東急REIクラブ」を一元化し、新たな会員組織「コンフォートメンバーズ」として発足。

  - 5月27日 - 東急電鉄が国内ホテル経営機能の集約を発表。
- 2003年（平成15年）4月1日 - 東急電鉄がホテル事業を東急ホテルチェーンに営業譲渡。
- 2004年（平成16年）11月1日 - ポイントサービスのティーポイントに参加。
- 2005年（平成17年）
  - 4月1日 - 東急ホテルマネジメントが東急ホテルチェーンからホテル事業の各部門を会社分割により吸収し、株式会社東急ホテルズに商号変更。
  - 12月1日 - エクセルホテル東急と東急インに電子マネーの楽天Edyを導入[注釈 2]。
- 2006年（平成18年）4月1日 - ポイントサービスのTOKYUポイントに参加。
- 2008年（平成20年）1月9日 - 会員組織「コンフォートメンバーズ」をリニューアル。
- 2009年（平成21年）6月20日 - 宿泊主体型ハイグレードビジネスホテルの第1号店として、ホテル東急ビズフォート那覇を開業。
- 2010年（平成22年）10月22日 - 「（旧）キャピトル東急ホテル」時代から引き続いて東急ホテルズのフラッグシップホテルを担う、「ザ・キャピトルホテル 東急」 が開業。
- 2015年（平成27年）
  - 2月2日 - 本社を新南平台東急ビルから五島育英会ビルに移転。
  - 4月1日 - 以下のとおりブランド再編・ホテル名変更を実施[3]。
    - 東急リゾートを東急ホテルに統合、蓼科・伊豆今井浜は「(地名)東急ホテル」、宮古島は「宮古島東急ホテル＆リゾーツ」に改名。
    - 東急インとホテル東急ビズフォートを統合して、新ブランド「(地名) 東急REIホテル」へ改名。ただし、東急グループ外企業によるフランチャイズ運営の3店舗（帯広・釧路・和歌山）は東急インのままとし、松江東急インはエクセルホテル東急にブランド転換。

  - 7月17日 - 「二子玉川エクセルホテル東急」開業。
  - 8月1日 - 「ザ・パーク フロント ホテル アット ユニバーサル・スタジオ・ジャパン」開業
- 2016年（平成28年）11月16日 - 「長野 東急REIホテル」開業。
- 2018年（平成30年）
  - 5月1日 - 「東京ベイ東急ホテル」開業。
  - 6月1日 - 「川崎キングスカイフロント 東急REIホテル」開業。
  - 9月13日 - 「渋谷ストリームエクセルホテル東急」開業。
- 2023年（令和5年）
  - 4月1日 - 東急ホテルズが有する運営機能をTKホテル準備会社へ吸収分割、東急シェアリングを吸収合併し同社は東急ホテルズ&リゾーツへ社名変更[2]。
  - 5月19日 - 「HOTEL GROOVE SHINJUKU , A PARKROYAL Hotel」「BELLUSTAR TOKYO , A Pan Pacific Hotel」開業。
- 2024年（令和6年）
  - 1月16日 - 「DISTINCTIVE SELECTION」展開型ブランド第一号のSAPPORO STREAM HOTEL開業。同日に、渋谷ストリームエクセルホテル東急もSHIBUYA STREAM HOTELとしてリブランド。

## ポイントサービス
以下のようなポイントサービスがある。

### コンフォートメンバーズ
東急ホテルズ独自の会員組織。東急インチェーンの会員組織「東急REIクラブ」と、東急ホテルチェーンの会員組織「ウエルカムメンバーズ」を2002年（平成14年）4月1日に一元化したもの。年会費無料（最初に加入料が必要）で、最終利用日の翌々年末までに利用する限り半永久的に会員資格が持続する。TOP&カードに付帯したタイプもある。
会員ステータスは「スタンダード」「ゴールド」「プラチナ」の3つ（2023年7月からは「ダイヤモンド」「ブラック」が加わり、5つ）。毎年1月1日から12月31日までに獲得したポイントに応じて会員ステータスが決定し、その翌年4月1日から翌々年3月31日までの1年間にわたって新ステータスが適用される。ステータスに応じて、東急ホテルズ傘下ホテルの宿泊優先予約受付や料金の割引、チェックアウト延長サービスなどの会員特典がある。パートナーホテルに関してはポイント付与及びポイント利用のみの対応となる。
ホテルでの宿泊・飲食等に応じて付与されるポイントシステムが付帯しており、たまったポイントは宿泊・飲食料金への充当やギフトカードとの交換。TOP&カード付帯形会員はTOKYUポイントへの振り替えが可能。ポイントの有効期限はポイントごとの加算日の翌々年の12月31日まで。
コンフォートメンバーズカードを提示することで、東急グループ運営のゴルフ場の利用料金割引やNHK学園の生涯学習通信講座の受講料金割引、読売日本交響楽団主催の演奏会のチケット料金割引などの優待措置がある。

### 提携ポイントサービス
- 東急ホテルズの宿泊利用により、日本航空、全日空、フィリピン航空が提供するマイレージサービスに対応しており、一滞在につき200から500ポイント（マイル）を加算できる。コンフォートメンバーズとの併用可。
- VポイントまたはTOKYUポイントにポイント加算できる。コンフォートメンバーズとの併用不可。

## 株主優待制度
東急などの株主は、「株主ご宿泊優待券」（無記名式）が配付される。1枚に付き1泊1室限り宿泊料金が30%割引になる。利用の際は宿泊先のホテルか予約センターに直接電話で予約し（旅行代理店経由不可）、事前に「株主優待を使う」旨を伝えなければならない。他の割引との併用不可。残額分についてはコンフォートメンバーズへのポイント加算対象になる。

## 傘下のホテルブランド
2024年7月16日現在、以下のブランドのホテルを運営、及び運営委託している。2023年4月1日に行われた社名変更及び統合に伴い、一部のホテルにおいてブランドの転換が行われている。

### 東急ホテル
東急ホテルズ最上位のシティホテルのブランドである。かつて「東急ホテルチェーン」が展開していたブランド名で、現在も使用する。開業時は「東急ホテル」ブランドだが建物の老朽化などにより「エクセルホテル東急」などへ転換したホテルも存在する。2015年4月1日に「東急リゾート」を併合し、シティホテルとリゾートホテルを包括するブランドとなった。
ホテル名の後の■はフランチャイズ契約店舗、●はマネジメントコントラクト契約店舗、無印は直営店舗である。
- 関東・東京地方
  - ザ・キャピトルホテル 東急（千代田区）- 永田町の東急キャピトルタワー内にあり、国会議事堂からも近い。東急ホテルズの旗艦店となるホテル。1963年6月20日に「東京ヒルトンホテル」として開業、翌年の「キャピトル東急ホテル」への改称を経て、2006年11月30日閉館。2010年10月22日に、「ザ・キャピトルホテル 東急」として再オープンした。
  - セルリアンタワー東急ホテル （渋谷区） - セルリアンタワー内。2001年5月24日開業。
  - 横浜ベイホテル東急（横浜市西区） - クイーンズスクエア横浜内。1997年8月7日に「パン パシフィック ホテル横浜」として開業、2007年6月1日に「パン パシフィック 横浜ベイホテル東急」に改称、2013年3月31日、パン・パシフィック・ホテル・アンド・リゾーツとの契約終了にともない、4月1日より現名称に改称。

- 中部地方
  - 白馬 東急ホテル（北安曇郡白馬村） - 1959年11月25日開業。
  - 蓼科 東急ホテル■（茅野市） - 1981年7月開業。東急リゾーツ&ステイによるフランチャイズ運営。
  - 富士山三島東急ホテル（三島市） - 2020年6月30日開業。
  - 伊豆今井浜 東急ホテル（賀茂郡河津町） - 1988年4月21日開業。同所にあった真砂荘と海浜ホテルが前身[7]。現在も同ホテル宴会場に「真砂」の名を残している。
  - 下田 東急ホテル（下田市） - 1962年10月8日 開業
  - 金沢 東急ホテル（金沢市） - 香林坊第一開発ビル内。1985年9月20日開業。2014年10月9日に「金沢 エクセルホテル東急」から再改称。
  - 名古屋 東急ホテル（名古屋市中区） - 大林組の施工により1987年8月20日開業。

- 近畿地方
  - 京都 東急ホテル（京都市下京区） - 1982年10月15日開業。

- 沖縄地方
  - 宮古島 東急ホテル&リゾーツ（宮古島市） - 1984年4月20日 開業。

### エクセルホテル東急
ミドルクラスホテル。従前から東急電鉄（現在の東急）直営の東急インチェーンの上級ブランドとして存在していたものと、他のブランドから転換したもの（赤坂・成田・松江など）がある。かつて存在した米沢エクセルホテル東急を除き、全て直営店舗となっている。
- 北海道地方
  - 札幌エクセルホテル東急（札幌市中央区） - 1996年1月9日開業。

- 関東・東京地方
  - 渋谷エクセルホテル東急（渋谷区） - 渋谷マークシティ内。2000年4月27日開業。
  - 羽田エクセルホテル東急（大田区） - 羽田空港第2ターミナルビル内。2004年12月1日開業。
  - 二子玉川エクセルホテル東急（世田谷区） - 二子玉川ライズ内。2015年7月17日開業。
  - 吉祥寺エクセルホテル東急（武蔵野市） - 吉祥寺の旧吉祥寺第一ホテルをリブランド。2022年10月28日開業。

- 中部地方
  - 富山エクセルホテル東急（富山市） - CiC内。1992年3月19日開業。
- 近畿地方
  - 大阪エクセルホテル東急（大阪市中央区） - 南御堂ビル内。2019年11月1日開業[9][注釈 4]。
- 中国地方
  - 松江エクセルホテル東急（松江市） - 島豊産業所有。1983年4月27日に「松江 東急イン」として開業。
- 九州地方
  - 博多エクセルホテル東急（福岡市博多区） - 1992年4月24日開業。

### 東急REIホテル
ビジネスホテル。旧「東急イン」ブランドと旧「ホテル東急ビズフォート」を併合して誕生した。
東急インは、かつての「東急イングループ」（東急電鉄直営ホテル）の主力業態。業態としてはビジネスホテルでありながら、「宿泊・料飲・宴会」の機能を備える所も多い（ホテルによって異なる）。サンルート（現相鉄フレッサイン）、ワシントンホテルと合わせて「ビジネスホテル御三家」と称されていた。
ホテル東急ビズフォートは、2009年に新設された宿泊主体型ハイグレードビジネスホテル。基本的に宴会場や料飲施設等は持っておらず、専用キーが無ければエレベーターが停止できない女性専用フロア（あるいは、女性専用ルームがあるフロア）の存在や、朝食を宿泊者専用ラウンジにて提供する形式を取っているなど、他の東急ホテルズのブランド（の店舗）とは異なる点が多いのが特徴となっている。
ホテル名の後ろに■のあるものはフランチャイズ契約店舗、●のあるものはマネジメントコントラクト契約店舗、他は直営店舗となっている。また、★のあるものが旧ホテル東急ビズフォート、他は旧東急インを表す。
- 北海道地方
  - 札幌 東急REIホテル（札幌市中央区） - 1980年6月1日開業。

- 関東地方・東京
  - 渋谷 東急REIホテル（渋谷区） - 1979年1月20日開業。
  - 吉祥寺 東急REIホテル（武蔵野市） - 元・日清食品アセットマネジメント（竣工当時は明星食品）所有（現在は売却）の吉祥寺明星ビルに1982年11月30日 竣工時に開業。
  - 川崎キングスカイフロント 東急REIホテル（川崎市川崎区）- 2018年6月1日開業[10]。
  - 横浜 東急REIホテル（横浜市西区） - 2020年6月5日開業[注釈 6][11][12]。

- 中部地方
  - 長野 東急REIホテル●（長野市） - 北野建設所有。2016年11月16日開業。
  - 上田 東急REIホテル■（上田市） - 1973年10月7日に東急インの第1号店「上田東急イン」として開業。1997年11月1日、新築移転。株式会社上田東急REIホテル（上田交通グループ（東急の系列会社））によるフランチャイズ運営。
  - 名古屋栄 東急REIホテル（名古屋市中区） - フコクしんらい生命保険所有。1984年（昭和59年）9月18日開業、2022年3月31日閉館。

- 近畿地方
  - 大阪 東急REIホテル（大阪市北区）- 1975年9月1日開業。
  - 新大阪江坂 東急REIホテル（吹田市） - 江坂東急ビル内。1983年10月1日開業。
  - 神戸三宮 東急REIホテル（神戸市中央区） - 1986年10月1日開業。旧名称は「神戸 東急イン」。
  - 神戸元町 東急REIホテル★（神戸市中央区） - 2009年7月17日開業。

- 中国地方
  - 広島 東急REIホテル■★（広島市中区） - 2012年1月11日開業[注釈 7]。東急レクリエーションホテルズ（東急グループ・東急レクリエーションの子会社、旧広島東急レクリエーション。（2024年1月1日に熊本 東急REIホテル運営会社である熊本東急レクリエーションと合併、当社が存続会社となり社名変更）によるフランチャイズ運営。

- 四国地方
  - 高松 東急REIホテル（高松市） - マニュライフ生命保険所有。1982年4月25日開業。
  - 松山 東急REIホテル（松山市） - 1991年9月開業。

- 九州地方
  - 博多 東急REIホテル★（福岡市博多区） - 2009年8月27日開業。
  - 熊本 東急REIホテル■（熊本市中央区） - 1974年10月29日開業。東急レクリエーションホテルズ（東急グループ）によるフランチャイズ運営。
  - 那覇 東急REIホテル★（那覇市） - カフーナ旭橋内。2009年6月20日開業。

### 東急バケーションズ
2023年4月の統合及び社名変更により新たにグループ入りしたタイムシェア型リゾートホテル。
- 東急バケーションズ 札幌
- 東急バケーションズ 那須
- 東急バケーションズ 東京 二子玉川
- 東急バケーションズ 箱根強羅
- 東急バケーションズ 軽井沢
- 東急バケーションズ 蓼科
- 東急バケーションズ 山中湖
- 東急バケーションズ 富士山 三島
- 東急バケーションズ 熱海
- 東急バケーションズ 伊豆高原
- 東急バケーションズ 伊豆 今井浜
- 東急バケーションズ 京都
- 東急バケーションズ Style Select 京都洛龍菴
- 東急バケーションズ 大阪 御堂筋
- 東急バケーションズ 沖縄 in カフーリゾートフチャク コンド・ホテル
- 東急バケーションズ 宮古島

### DISTINCTIVE SELECTION
唯一無二の価値を追求して一店舗ごとに個別ブランドを設定する「単独型ブランド」（THE HOTEL HIGASHIYAMA by Kyoto Tokyu Hotel等）と、ブランド認知の拡大を企図し、複数店舗に展開する「展開型ブランド」（STREAM HOTEL、STORYLINE）で構成される。
- 単独型ブランド
  - THE HOTEL HIGASHIYAMA by Kyoto Tokyu Hotel , A Pan Pacific Hotel - 京都市東山区の白川小学校跡地に2022年7月7日開業[13]。2025年1月10日に、パン パシフィック ホテルズ グループとソフトブランド契約を締結し名称を変更。
  - ザ パーク フロント ホテル アット ユニバーサル・スタジオ・ジャパン●（大阪府大阪市此花区） - 2015年8月1日開業。ユニバーサル・スタジオ・ジャパンオフィシャルホテル（598室）[14]。
  - HOTEL GROOVE SHINJUKU , A PARKROYAL Hotel
  - BELLUSTAR TOKYO , A Pan Pacific Hotel
    - HOTEL GROOVE SHINJUKU及びBELLUSTAR TOKYOは、新宿区の新宿TOKYU MILANO再開発計画（東急歌舞伎町タワー）における宿泊施設（17F - 47F）として2023年5月19日開業[15]。17階から38階が「HOTEL GROOVE SHINJUKU , A PARKROYAL Hotel」、39階から47階が「BELLUSTAR TOKYO , A Pan Pacific Hotel」[16]。両ホテル共にパン パシフィック ホテルズ グループとソフトブランド契約を結ぶ[17]。同グループとの締結は2019年に加入したセルリアンタワー東急ホテルに次いで2・3例目。

- 展開型ブランド
  - STREAM HOTEL
    - SAPPORO STREAM HOTEL（北海道札幌市） - 札幌市中央区南4西4再開発計画における「COCONO SUSUKINO（ココノ ススキノ、仮称：札幌すすきの駅前複合ビル）」内の宿泊施設（7F - 18F）に2024年1月16日開業[18][19]。
    - SHIBUYA STREAM HOTEL（渋谷区）- 渋谷ストリーム内。「渋谷ストリームエクセルホテル東急」として2018年9月13日開業。2024年1月16日の「SAPPORO STREAM HOTEL」開業に合わせ同日にリブランド。

  - STORYLINE
    - STORYLINE 瀬長島（沖縄県豊見城市） - ホテルコンドミニアムで「DISTINCTIVE SELECTON」の展開型ブランドの一つである「STORYLINE」を冠した第一号店[20]。2024年4月11日開業。

### 今後開業予定のホテル
（2024年7月現在無し）

### 提携ホテル
東急ホテルズの各ホテル同様、「東急ホテルズ予約センター」で空室・料金の照会や予約をできる。「コンフォートメンバーズ」や法人契約などの各種割引・特典を利用できる。
- 日本国内
  - ホテル伊豆急
  - ルネッサ城ケ崎
  - ルネッサ赤沢
  - ANDARU COLLECTION NISEKO
- 日本国外
  - ハワイ
    - アウトリガー・リーフ・オン・ザ・ビーチ
    - アウトリガー・ワイキキ・オン・ザ・ビーチ

  - 台湾
    - 台北アンバサダーホテル
    - 高雄アンバサダーホテル
    - 新竹アンバサダーホテル

### 過去に営業・提携していたホテル
※は東急ホテルとしては営業終了したが、東急ホテルズとは別会社（別ブランド）のホテルとして現存するもの。

#### 旧 東急ホテル
- 北海道地方
  - 札幌 東急ホテル（札幌市中央区） - 1973年6月1日開業、2002年12月15日閉館。

- 東北地方
  - 裏磐梯グランデコ 東急ホテル■（旧名：ホテルグランデコ（耶麻郡北塩原村） - 1992年12月開業。東急リゾーツ&ステイによるフランチャイズ運営。2016年7月より現名称。2023年3月末にて営業終了。

- 関東・東京地方
  - 銀座 東急ホテル（中央区） - 1960年5月8日、築地精養軒の跡地に東急ホテルチェーンの1号店として開業、2001年1月17日閉館。跡地は95億円で時事通信社に売却され[21]、時事通信ビルが建てられる。
  - 羽田 東急ホテル（大田区） - 1964年8月22日 開業、2004年9月30日閉館。1969年に隣接する羽田プリンスホテルを吸収合併し別館とした。実質的な後継店舗は「羽田 エクセルホテル東急」。テレビドラマ「スチュワーデス物語」の舞台としても知られている他、B'zの楽曲、ultra soulのPVは当ホテルのプールにて撮影された。
  - 東京ベイホテル東急※（浦安市） - 1990年5月2日開業。東京ディズニーリゾート・オフィシャルホテル。東京ベイホテルズが不動産を所有し、東急ホテルズが業務受託。2010年9月30日に東急ホテルズによる営業を終了[22]。その後「東京ベイ舞浜ホテル クラブリゾート」を経て、2020年7月以降は「グランドニッコー東京ベイ 舞浜」として営業。実質的な後継店舗として、2018年5月に「東京ベイ東急ホテル」が開業。
  - 東京ベイ東急ホテル（浦安市）- 2018年5月1日開業[23]。2023年9月末に予定されるホテル建物所有者の変更に伴い、2023年12月31日のチェックアウトならびに朝食をもって営業終了[24]。跡地は星野リゾートが引き継ぎ、『星野リゾート 1955 東京ベイ』として、2024年6月に開業[25]。

- 中部地方
  - 沼津 東急ホテル※（沼津市） - 1997年4月16日開業。沼津市と東急不動産・東急建設出資による再開発ビル「ナティ沼津」内。2011年10月31日閉館。現在は「沼津リバーサイドホテル」として営業。

- 近畿地方
  - 大阪 東急ホテル（大阪市北区） - 1979年4月1日開業、2006年3月31日閉館。跡地は商業施設・ホテル・マンションの複合ビル「チャスカ茶屋町」。

- 中国地方
  - 岡山 東急ホテル（岡山市） - 1983年（昭和58年）11月10日開業、2001年1月31日閉館。跡地は西日本調理製菓専門学校。

- 九州・沖縄地方
  - 長崎 東急ホテル※（長崎市） - 1974年10月1日開業、2000年11月30日閉館。現在はIHG ANA ホテルズのフランチャイズ「ANAクラウンプラザホテル長崎グラバーヒル」として営業。
  - 鹿児島 東急ホテル※（鹿児島市） - 1981年9月25日開業、2013年3月31日閉館。その後は「ベストウェスタンレンブラントホテル鹿児島リゾート」を経て、現在は「アートホテル鹿児島」として営業。
  - 那覇 東急ホテル（那覇市） - 1952年5月20日 琉球ホテルとして開業、1961年12月7日琉球ホテルの株式65%を東急電鉄が取得後に琉球東急ホテルに名称変更、2000年11月30日閉館。跡地はおもと会大浜第一病院。実質的な後継店舗は「那覇 東急REIホテル」。

#### 旧 エクセルホテル東急
- 仙台エクセルホテル東急（仙台市青葉区） - 1980年10月25日、朴沢女子高等学校跡地に、仙台で初めての県外資本のシティホテルとして[26]「仙台東急ホテル」が開業。2002年4月に「仙台エクセルホテル東急」に改称した。
仙台・宮城デスティネーションキャンペーン（2008年10月1日〜12月31日）に向けて市内に多数のホテルが進出する中、2008年9月15日にリーマン・ショックが発生すると、2009年（平成21年）には開業時から地下1階にあったなだ万が閉店。ホテルの直近5年間の平均客室稼働率は74%だったものの、同年12月2日にホテルの閉鎖の方針が発表され、日本生命との不動産賃貸借期間満了を前にした2010年11月30日に営業を終了した[26][27]。敷地面積が約1,260坪（駐車場等含む）、SRC造13階建て（地下2階）で延床面積が約7,140坪、客室数が302室、宴会場が7ヶ所あり[28][29]、仙台市都心部で5番目の規模だった[26]。
2011年3月11日に東北地方太平洋沖地震（東日本大震災）が発生すると、同月中に宮城県と日本生命震災復興局が協議を始め、旧ホテルを石巻市に無償貸与して被災者の二次避難所としてまで活用することが4月22日に発表された[29][28]。5月11日に第一陣として約130人の被災者が旧ホテルで生活を始めた2012年3月末まで運用された[29]。跡地は2015年にマンション「ザ・青葉通レジデンス」が建っている[30]。
- 成田エクセルホテル東急※（成田市） - 1985年7月1日に「成田 東急イン」として開業、1993年（平成5年）10月13日に「ホテル成田東急」に改称[31]。2018年1月31日に東急ホテルズによる営業を終了[32]。現在は「ホテルマイステイズプレミア成田」として営業。
- 赤坂エクセルホテル東急（千代田区） - 1969年9月13日に「赤坂 東急ホテル」として開業。賃貸借契約の終了に伴い、2023年8月31日のチェックアウトで営業終了[33]。
- 横浜エクセルホテル東急（横浜市西区） - 1962年3月27日開業。2011年3月31日閉館。跡地は「JR横浜タワー」。実質的な後継店舗は「横浜ベイホテル東急」。
- 米沢エクセルホテル東急■※（山形県米沢市） 旧東京第一ホテル米沢をリブランド。2022年4月24日に開業[34][8]。DEN ORIENTAL RELATIONSによるフランチャイズ運営。2024年5月末を以て運営終了。（6/1からはDEN'S HOTEL Yonezawa→2025年3月1日よりロイヤルパインズホテル米沢へリブランド）

#### 旧 東急イン / 東急REIホテル
- 北海道地方
  - 釧路 東急イン※（釧路市） - 1974年9月24日開業。2015年4月25日閉館、翌日よりブリーズベイホテル運営の「ホテルクラウンヒルズ釧路」に改称[35]。
  - 帯広 東急イン※（帯広市） - 1982年（昭和57年）6月 開業。2015年4月25日閉館、翌日よりブリーズベイホテル運営の「ホテルグランテラス帯広」に改称[35]。
  - 北見 東急イン（北見市） - まちきた大通ビル内。1982年7月24日開業、2010年3月31日閉館。
  - 旭川 東急イン（旭川市） - 1974年10月開業、1995年閉館。後に「旭川アスティホテル」として営業したが、2003年9月 末に再閉館。

- 東北地方
  - 酒田 東急イン※（酒田市） - 1975年9月19日開業、2010年9月21日閉館。現在は「ホテルイン酒田駅前」。
  - 山形 東急イン（山形市） - 1973年12月10日開業、1994年3月13日閉館。「山形イン」および「ホテルサンルート山形」を経て現在は「ホテルクラウンヒルズ山形」[36]。
  - 福島 東急イン※（福島市） - 西形土地所有。1979年10月16日開業、2010年8月31日閉館。現在はブリーズベイホテル運営の「ホテルクラウンヒルズ福島」。
  - いわき 東急イン※（いわき市）- 不二屋所有。1982年7月23日 開業、2009年10月31日閉館。現在は「グランパークホテルエクセルいわき」。

- 関東地方
  - 前橋 東急イン※（前橋市） - 1986年4月8日開業、2006年7月31日閉館。現在はグリーン・ホテル・マネジメント運営の「前橋さくらホテル」。
  - 大森 東急REIホテル※（大田区） - アトレ大森内。1984年9月14日開業、2021年1月17日閉館。現在は「JR東日本ホテルメッツ 大森」。
  - 東京虎ノ門 東急REIホテル（港区） - 1976年3月16日開業。2020年4月1日に「新橋愛宕山 東急REIホテル」から名称変更。賃貸借契約の終了に伴い、2023年3月31日チェックアウトで営業終了[33]。

- 中部地方
  - 新潟 東急REIホテル（新潟市中央区） - 1981年10月25日開業、2016年3月31日閉館[37]。現在はウィンダムホテルグループのブランドを冠した「ラマダホテル新潟」。
  - 富山 東急イン（富山市） - 須田藤次郎商店所有。1976年6月22日開業、閉館時期不詳。後に「東横インJr.富山駅前」として営業したが、2014年12月24日に再閉館。
  - 松本 東急イン※（松本市） - 1977年10月8日開業、閉館時期不詳。「トーコーシティホテル松本」を経て、2016年6月1日より「プレミアホテル-CABIN-松本」。
  - 松本 東急REIホテル※（松本市） - 赤羽不動産所有。1982年9月26日「松本第2東急イン」として開業。2017年9月22日閉館。同年11月1日から「アルピコプラザホテル」。
  - 伊豆 東急イン（静岡県） - 1974年6月1日 開業、閉館時期不詳。
  - 名古屋丸の内 東急イン（名古屋市中区） - 1976年9月9日開業。2011年3月31日閉館。

- 近畿地方
  - 京都 東急イン（京都市山科区） - 1973年11月1日に東急インの直営第1号店として開業。2002年3月17日閉館。
  - 和歌山 東急イン※（和歌山市） - 1977年4月26日開業、2016年3月31日閉館。翌日からホスピタリティオペレーションズ運営の「スマイルホテル和歌山」として営業[注釈 8]。東急インとして営業を続けた最後のホテルであった。

- 中国地方
  - 下関 東急REIホテル※（下関市） - 1978年2月1日開業、2016年3月31日閉館[37]。翌日からホスピタリティオペレーションズ運営の「スマイルホテル下関」として営業。

- 四国地方
  - 徳島 東急REIホテル※（徳島市） - 徳島都市開発所有。徳島駅前再開発ビルアミコビル内。1983年10月1日開業。2016年4月1日よりホスピタリティオペレーションズによるフランチャイズ運営となり、2018年4月1日付けで「スマイルホテル徳島」へ改称。

- 九州地方
  - 小倉 東急イン※（北九州市小倉北区） - 1976年8月12日開業。2014年9月30日閉館。2014年10月1日よりブリーズベイホテル運営の「ホテルクラウンヒルズ小倉」。
  - 博多 東急イン※（福岡市中央区） - 1969年5月15日に「博多東急ホテル」として開業、2002年4月1日に「東急イン」にブランド転換後、2007年5月16日 に閉館。現在は「西鉄イン福岡」。
  - 佐賀 東急イン※（佐賀市） - 1981年4月開業、2001年3月31日閉館。現在は「東横イン佐賀駅前」。
  - 鹿児島 東急REIホテル（鹿児島市） - 日本生命所有。1974年10月9日開業、2021年9月30日閉館。[注釈 9]。

#### 旧 東急リゾート
- サロマ湖 東急リゾート※（常呂郡常呂町、現・北見市） - 1985年8月10日開業、2002年3月31日 閉館。株式会社阿寒グランドホテル（現・鶴雅リゾート株式会社）に売却、「サロマ湖鶴雅リゾート」として営業。

#### 旧 東急バケーションズ
- 東急バケーションズ 金沢 - 2024年11月28日、建物賃貸借契約の終了により営業終了。跡地は金沢東急ホテルの客室として営業、販売する予定。

#### 旧 提携ホテル
いずれも東急ホテルズとの提携を解消し、別ブランドとして運営されている。
- 東急イン系
  - シティ弘前ホテル（弘前市） - 1989年9月 開業、2007年10月31日 提携終了。現在はベストウエスタンホテルズの『ベストウェスタンホテルニューシティ弘前』（運営はランドーナージャパン）として営業。現在は、「アートホテル弘前シティ」として営業中。

- 東急リゾート系
  - 草津温泉ホテル東急（吾妻郡草津町） - 1969年12月20日 「草津 東急ホテル」として開業、2005年9月30日 提携終了。現在は『草津温泉ホテルリゾート』として営業。
  - 鹿教湯温泉ホテル東急（上田市） - 1956年5月開業、2007年3月31日 提携終了。大江戸温泉物語が取得し、現在は『大江戸温泉物語 鹿教湯藤館』として営業中。
  - 伊香保東急ビラ（渋川市伊香保町） - 1969年12月20日開業、2007年3月31日 提携営業終了。大江戸温泉物語が取得し、現在は『大江戸温泉物語 伊香保』として営業。

- その他
  - マウナ ラニ ベイ ホテル アンド バンガローズ - 東急100％子会社の「マウナ ラニ リゾート（オペレーション）」が保有・運営。1983年2月14日マウナ ラニ ベイ ホテルとして開業、東急ホテルズとは2012年8月1日より提携。2017年5月にマウナ ラニ リゾートから米国の不動産会社に売却された。
  - ヴィアーレ大阪（大阪市中央区） - 大阪市職員互助会より（株）大阪東急ホテルに運営委託（建物は大阪市との共同事業）。2001年4月27日 開業。東急ホテルズとは2008年より提携。宿泊は2023年2月27日（翌28日チェックアウト）、レストランと宴会場は2023年2月28日で営業終了[38]。

### リンクホテル
かつては「リンクホテル」の名称で、「東急ホテルズ以外のホテルで、東急ホテルズがおすすめするホテル」という形態で、東急ホテルズのホームページ等で該当ホテルを紹介していた。ただし、コンフォートメンバーズや法人契約等、東急ホテルズの各種割引・特典は一切適用されなかった。東急ホテルズ予約センター及び各ホテルではリンクホテルの予約は受け付けてはいなかった。
- ホテルクレッセント旭川（旭川市）
- 青森国際ホテル（青森市）※2020年閉館[39]
- ホテル国際21（長野市）
- ホテル モナーク鳥取（鳥取市）
- 高知パシフィックホテル（高知市）

## 提携クレジットカード
現在、下記が新規発行を受け付けている。2009年（平成21年）3月19日から入会受付が開始された。いずれも東急電鉄の子会社である東急カードと三菱UFJニコスのDCブランド提携カードで、JMB機能やPASMOの機能を統合した多機能型カードである。
- TOKYU Card ClubQ JMBカード（コンフォートメンバーズ機能付き）
  - 普通カード・ゴールドカード
  - 国際ブランド - MasterCard
- TOKYU Card ClubQ JMB PASMOカード（コンフォートメンバーズ機能付き）
  - 普通カード
  - 国際ブランド - MasterCard

## 類似名称
株式会社東横インが運営するホテルチェーン「東横イン（東横INN）」は、東急ホテルズの「東急イン」と名称が似ていることや、閉鎖された旧東急インの建物が東横インとしてリニューアルオープンした物件が現状複数存在すること、東急グループの東急電鉄に東横線（東急東横線）という路線が存在することなど、様々な理由により混同される可能性があるが、東横インは東急電鉄をはじめとする東急グループとは設立当初より全く無関係の別会社である。
2006年（平成18年）に東横イン不法改造問題が発生した際や、2008年（平成20年）に東横インの前社長が廃棄物処理法違反で逮捕されたときには、東急ホテルズのウェブサイトや各ホテルの店頭では、「東横インは東急グループとは関係ありません」という告知の掲載がなされている。
「東急」に類似した名称を（ホテル名の一部分に）使用したホテルは、東横イン以外にも存在するが、東急ステイ（東急グループの東急リゾーツ&ステイ運営）を除きいずれも東急ホテルズや東急グループと関係は無い。